# Guns, Gore and Cannoli 2
Guns, Gore and Cannoli 2 — компьютерная игра в жанре платформенного аркадного шутера, разработанная бельгийскими компаниями Claeysbrothers и Crazy Monkey Studios, которая также выступила издателем. Выход игры состоялся 2 марта 2018 года для macOS, Nintendo Switch, Windows, PlayStation 4 и Xbox One. Игра является второй частью серии игр Guns, Gore and Cannoli.

## Игровой процесс
Guns, Gore and Cannoli 2 — двухмерный платформенный аркадный экшн-шутер, выполненный в анимированном стиле. В игре представлены разные виды противников, начиная от гангстеров и заканчивая киборгами-мутантами, стреляющими ракетами. В отличие от первой части игры, в Guns, Gore & Cannoli 2 локации стали более масштабными, игрок получил возможность стрелять в любом направлении и был добавлен мультиплеер.

## Сюжет
Действие Guns, Gore and Cannoli 2 разворачивается во времена Второй мировой войны, когда войска «Союзников» собираются высадиться в Нормандии. В это же время Винни Канноли, главный герой игры, находится в плену у мафиози, разговор которых заходит о событиях в вымышленном городе-призраке Тагтауне и неизвестном Тёмном Доне. Винни выбирается из плена и сбегает со своего места заключения. Позднее он приходит в кинотеатр, где полицейские устроили облаву. После кинотеатра главный герой достигает заброшенный аэродром и встречает там Джо, которому сообщает о Тёмном Доне. По его совету Винни направляется в Тагтаун, где попадает в разрушенную лабораторию, которая была разгромлена в первой части. Там происходила погрузка уцелевших ёмкостей с мутагеном на подводную лодку, на которой Винни встречает немецкого генерала со своими солдатами и Тёмного Дона. В ходе сражения с ними он наносит урон подводной лодке, однако субмарина вместе с генералом и Тёмным Доном успевают уплыть. Далее Винни встречается с Джо и под предлогом «не дать этим ублюдкам просто так уйти» они летят в Европу на Б-17. Однако после повреждения самолёта зенитными орудиями главный герой выпрыгивает с парашютом и попадает в десантный катер. После он добирается до амбара, где оказывается генерал. По его словам, в Европу Винни был доставлен намеренно, а Джо, как выяснилось, является агентом нацистов. В итоге Винни убивает сначала генерала, а затем — Джо, который перед своей смертью успевает рассказать протагонисту, что его кровь [кровь Винни] является антидотом от превращения в зомби. Следующим местом посещения Винни становится нацистская база в горах. Там главный герой встречает Тёмного Дона, которым оказывается Фрэнки, переживший падение с дирижабля в первой части игры, зацепившись за его якорь. Тот сообщает Винни о своих планах заразить весь мир, и после своего рассказа садится в летающую тарелку. Как итог, Винни повреждает летающую тарелку, скидывает Френки в «мясорубку» и вылетает на запасной летающей тарелке обратно в США, где терпит крушение в Розуэлле.

## Критика
| Иноязычные издания    | Иноязычные издания |
| Издание               | Оценка             |
| --------------------- | ------------------ |
| Nintendo Life         | 8/10               |
| Nintendo World Report | 8/10               |
| Nintendoros           | 8/10               |
| True Gaming           | 7/10               |
| Русскоязычные издания |                    |
| Издание               | Оценка             |
| StopGame.ru           | Похвально          |

На игровом интернет-портале StopGame.ru Алексей Лихачёв поставил игре оценку «похвально», отметив ответственный подход к деталям, в том числе к анимациям врагов и их разнообразию. Рецензент также назвал игровой процесс «по большей части увлекательным» и обратил внимание на появление в игре стрельбы в любом направлении и онлайн-кооператива. На сайтах Nintendo Life, Nintendo World Report и Nintendoros игру оценили в 8 баллов из 10 возможных, а агрегатор игрового веб-сайта True Gaming дал игре оценку в 7 баллов из 10 возможных.

## Приквел
30 апреля 2015 года была выпущена игра в жанре аркадного двухмерного шутера под названием Guns, Gore and Cannoli, являющаяся первой частью серии Guns, Gore & Cannoli. Протагонистом игры всё также выступил Винни Канноли, прибывший на корабле в Тагтаун для спасения одного из членов банды в то время, когда жители вымышленного города начали превращаться в зомби.